# 宁贵
宁贵，汉军镶白旗人，是一名清朝政治人物。
宁贵曾于1786年接替俞镐任上海县知县一职，1786年由周云翮接任。